# Бухало Гурій Васильович
Гурій Васильович Бу́хало (31 березня 1932, с. Дермань, Здолбунівського району Рівненської області — 5 травня 2008, Рівне) — історик, краєзнавець, громадський діяч, автор наукових праць краєзнавчого характеру. Батько письменниці Лідії Рибенко, рівненського журналіста та історика Олексія Бухало. Почесний громадянин Рівного.

## Життєпис
Батьки — Василь Трифонович та Глафіра Федорівна — вихідці з селян. У 1933 р. родина переїхала на Холмщину(нині Республіка Польща, де після закінчення відділення євангельської теології і курсів православного богослов'я Варшавського університету його батько отримав парафію.
З грудня 1941 по 1944 рр. Гурій Бухало навчався у Холмській українській гімназії, керівником якої був архієпископ (згодом митрополит) Іларіон (Огієнко).
У грудні 1944 р. родина була депортована в УРСР та оселилася в м. Здолбунів. Гурій Васильович закінчив середню школу № 1 у м. Здолбунів. З 1949 по 1951 рр. навчався у Рівненському державному учительському інституті. Після його закінчення вчителював в Зарічненському районі Рівненської області. Працював секретарем районної газети «Червона зоря», завідувачем відділу Рівненської районної газети Радянське село.
З квітня 1963 р. працював в Рівненському обласному краєзнавчому музеї: спочатку старшим науковим співробітником, потім завідувачем відділу історії.
У 1980 р. захистив кандидатську дисертацію «Визвольна війна українського народу 1648—1654 рр. у сучасній польській історіографії» в Інституті історії Академії наук України.
З 1995 р. — викладач Рівненської духовної семінарії УПЦ КП. З 2002 р. професор кафедри українознавства Рівненського інституту слов'янознавства Київського славістичного університету.
Упродовж 1996—2006 рр. — був депутатом Рівненської міської ради.
Помер Гурій Васильович Бухало 5 травня 2008 р., похований у м. Рівне.

## Діяльність
Як науковець Гурій Бухало протягом трьох років (1970—1972) працював у складі науково-редакційної групи обласної редколегії над написанням тому «Рівненська область» Історія міст і сіл Української РСР).
Автор більше ніж 700 наукових публікацій та окремих наукових видань краєзнавчого характеру, зокрема присвячених Берестецькій битві. Його публікації з даної тематики опубліковані в багатьох виданнях США, Канади, Великої Британії, Німеччини, Польщі та Росії. Праці історика презентувалися у збірниках наукових праць «Слов'янський вісник», «Волинь історична», «Наукові записки Рівненського обласного краєзнавчого музею», «Осягнення історії», «Літопис Волині», в літературно-краєзнавчому журналі «Погорина».
Посмертно була перевидана його книга «Круг містечка Берестечка».
За активної участі Гурія Васильовича було побудовано експозиції музею-заповідника «Козацькі могили» та літературно-меморіального музею Миколи Островського в с. Вілія Острозького району.

## Визнання
Лауреат регіональної краєзнавчої премії «За відродження Волині»(1998 р.).
Нагороджений медаллю «Будівничий України» Всеукраїнського товариства «Просвіта» (2002 р.).
Лауреат обласної премії імені І. Свєшнікова (2007 р.).

## Вшанування
Звання «Почесний громадянин міста Рівного» присвоєно відповідно до рішення Рівненської міської ради № 2735 від 20.08.2009 року.
В 2016 р. вулицю 6-а Гвардійська у м. Рівному перейменовано на вулицю Гурія Бухало (розпорядженням голови № 418 від 08.07.2016 р. Рівненської ОДА).